# Stronghold Kingdoms
Stronghold Kingdoms — первая онлайн-игра жанра MMORTS от Firefly Studios, выпускаемая под брендом Stronghold (рус. Цитадель). Альфа-тесты игры начались в 2009 году, открытая бета-версия игры была выпущена в конце 2010 года. Официально игра вышла в октябре 2012 года. Разработчик — компания Firefly Studios. В отличие от всех предыдущих игр этой компании, Stronghold Kingdoms распространяется бесплатно, путём скачивания клиента игры из Интернета, с официального сайта игры. Общее число игроков, по заявлениям разработчиков, в мае 2015 года превысило четыре миллиона человек. 
1 декабря 2011 года Firefly Studios совместно с компанией Акелла Онлайн выпустили локализованную версию клиента игры. На официальном сайте и форуме появились русские разделы, также был образован новый мир специально для русскоязычных игроков. В январе 2015 года появилась версия игры для OS X. 17 августа 2017 года вышла версия для мобильной платформы iOS, а 31 августа того же года для Android.
Главная тема игры — проектирование и строительство замка — включает в себя и различные экономические, военные, сельскохозяйственные, архитектурные, торговые и политические элементы. Они позволяют игроку управлять ресурсами и непосредственно рабочим процессом, расставлять приоритеты в стиле средневекового землевладельца или аристократа.
Личный успех зависит не только от победы над компьютерными противниками, но и от совместных действий с другими игроками.

## Игровая система
Игровая система заметно изменилась, так как игра выпущена в другом жанре. Тем не менее, многие параметры и процессы в игре мало чем отличаются от аналогичных в других играх серии. Так, по прежнему осталась популярность (теперь она не ограничена) и честь. Многие принципы ведения экономики в своей деревни (питание крестьян, производство оружия) остались прежними. В то же время, заметно изменилась система торговли — торговать можно только со столицами и не мгновенно. Ряд уникальных возможностей появились у владельцев столиц — своеобразных центров игры.

### Карта
Впервые появились несколько локаций:
- Стратегическая карта — располагаются замки всех игроков.
- Карта деревни — экономическая часть поместья.
- Карта замка — оборонные строения и войска на защите.

Переключение между локациями осуществляется в клиенте.

### Юниты
По сравнению со Stronghold, юнитов осталось всего 5 — лучники, крестьяне, пикинёры, мечники, капитаны. Из осадных орудий остались только катапульты. Всеми юнитами в ходе боёв управляет искусственный интеллект, но разработчики добавили различные тактики, способные менять передвижение или другие моменты в бою. Передвижение юнитов по глобальной карте показано условно, а при расстановке войск в замке это происходит мгновенно. Скорость передвижения юнитов в бою одинакова.

### Здания
Одной из особенностей игры стало отсутствие производственных цепочек, характерных для предыдущих игр серии Stronghold. Это сказалось на облике зданий. Часть зданий из первой части игры здесь отсутствуют. Так же добавилось несколько новых строений, как мирного, так и военного характера. Все здания строятся в течение определённого времени, а не мгновенно, как в других играх серии. Производительность зданий зависит от удалённости от складов и исследований (см. ниже). Цена и время постройки зданий зависит от количества строений на карте, а также и от некоторых исследований, уменьшающих стоимость и время постройки. Цена оборонительных строений не меняется.

### Исследования
Одно из важных нововведений игры. Позволяет улучшать некоторые параметры игры (скорость постройки зданий, силу юнитов), а также открывать новые типы зданий и юнитов. Исследования производятся за очки исследования, которые, в свою очередь, выдаются при получении нового уровня или же покупка за золото.

### Вассальство
В игре введено вассальство. Это даёт возможность отдельным игрокам получать поддержку более сильных союзников. Сеньор может вводить свои войска в замок вассала, и атаковать оттуда. При этом вассал получает от сеньора честь.